# Abreacción
Se denomina abreacción a la descarga de emociones y afectos ligados a recuerdos, generalmente de experiencias infantiles penosas o dolorosas y que por esta razón han sido reprimidas. En el contexto terapéutico se supone que el sujeto, al revivir las situaciones originarias a través de la palabra y otras expresiones conductuales o gestuales adecuadas, se liberaría de la tensión afectiva ligada a esas representaciones. 

## Historia de la utilización del concepto
El término fue utilizado por primera vez por Freud y Josef Breuer y constituye un neologismo conformado con el verbo reagieren (reaccionar) y el prefijo «ab» que tiene muchos significados diferentes en idioma alemán (en este caso, sin embargo, es similar al prefijo castellano «des», como en «deshacer», «despegar» o «descargar»). Los traductores de Freud han optado por mantener el morfema alemán «ab» y construir así en castellano otro neologismo: abreacción.
Freud usa a veces este concepto en reemplazo de  catarsis, que en griego significa originalmente tanto «purga» como «purificación». Por ejemplo, según Aristóteles una catarsis es lo que produce en los espectadores la representación de una tragedia. Así, el problema queda externalizado (es exterior), representado afuera, lo que aliviaría a los espectadores en su interior.
Según definen Jean Laplanche y J.B. Pontalis en su clásico diccionario temático de psicoanálisis, abreacción es «una descarga emocional por medio de la cual un individuo se libera del afecto ligado al recuerdo de un acontecimiento traumático, lo que evita que este se convierta en patógeno o siga siéndolo».
El concepto técnico psicoanalítico data de las primeras explicaciones de Freud acerca del mecanismo psíquico que opera en la generación de los síntomas histéricos. Aparece por primera vez en la Comunicación preliminar, un ensayo publicado por Breuer y Freud en 1893, es decir poco antes de que apareciera la obra de autoría conjunta Estudios sobre la histeria. En ese primer texto se esboza la hipótesis central de una teoría muy revolucionaria: Los autores pretenden demostrar por primera vez que un síntoma histérico actual puede tener una causa psíquica en un hecho ocurrido en el pasado remoto (en la infancia temprana) del paciente neurótico. Freud llamó fuente del Nilo a su descubrimiento de que el origen de los trastornos psíquicos se hallaba en la vida sexual de los pacientes.
Un recuerdo tiene una carga afectiva (o «monto de afecto», según se ha traducido el concepto freudiano) asociada. El que esta asociación entre el recuerdo y el afecto persista depende de la manera en que el sujeto reacciona frente a los sucesos de su vida. Si esa reacción es una descarga de las intensas emociones y sentimientos que algún suceso particular le producen, el afecto se separará de la representación. En cambio si el «monto de afecto» es intenso y no logra descargarse, el afecto permanece ligado al recuerdo. 
La abreacción es esencialmente un mecanismo psíquico normal que ocurre generalmente de manera espontánea, particularmente cuando la descarga puede producirse poco después del suceso emocionalmente relevante. Pero también puede ser inducida (por ejemplo mediante hipnosis) o en un tratamiento psicoterapéutico que utilice el método catártico.
Inicialmente, el énfasis técnico de Freud estaba puesto en la abreacción, siendo esta primeramente apoyada por la técnica de hipnosis como principal herramienta terapéutica de la cura. A esta fase de la historia del psicoanálisis se le suele llamar «período del método catártico». Sin embargo, el «método catártico» por hipnosis, aunque lograba la revulsión momentánea, no lograba la cura total, debido a que el síntoma neurótico se desplazaba a un nuevo síntoma. Esto último fue analizado por Freud como una señal que indicaba que la causa inconsciente no había devenido consciente, no estaba reelaborada, ni integrada y la solución que encontró es que el sujeto debía estar lúcido o consciente en el momento de poner en palabras sus descargas emotivas. Solo estando consciente puede reflexionar sobre las mismas y comprenderlas. El abandono definitivo de la hipnosis y el traslado del énfasis desde la abreacción hacia el método posterior de la asociación libre marcan el inicio del método psicoanalítico propiamente tal.